# Annona cherimolioides
Annona cherimolioides är en kirimojaväxtart som beskrevs av José Jéronimo Triana och Jules Émile Planchon.
Annona cherimolioides ingår i släktet annonor och familjen kirimojaväxter. Inga underarter finns listade i Catalogue of Life.